# The Filipino Channel
The Filipino Channel (TFC) è un canale televisivo internazionale con sede a Daly City, con studio a Redwood City, California e uffici in Africa, Australia, Brasile, Canada, Isole Cayman, Emirati Arabi Uniti, Etiopia, Ungheria, Israele, Giappone, Europa, Messico, Medio Oriente, Paesi Bassi , Nuova Zelanda, Sudafrica e Regno Unito. È di proprietà del conglomerato mediatico filippino ABS-CBN. La sua programmazione è composta principalmente da programmi importati dalla rete televisiva ABS-CBN.

Logo di TFC dal 2004 al 2011.

## Programmi trasmessi
- Adobo Nation (2008–in corso)
- Balitang America (2002–in corso)
- Balitang Global: Middle East & Europe Edition (2014–in corso)
- Barangay USA Super Show (2011–in corso)
- Citizen Pinoy (2004–in corso)
- Filipino Ka Sabihin Mo (2015–in corso)
- ANC Global on TFC (2017–in corso)
- TFC Connect (2008–in corso)